# 曼纳海姆路

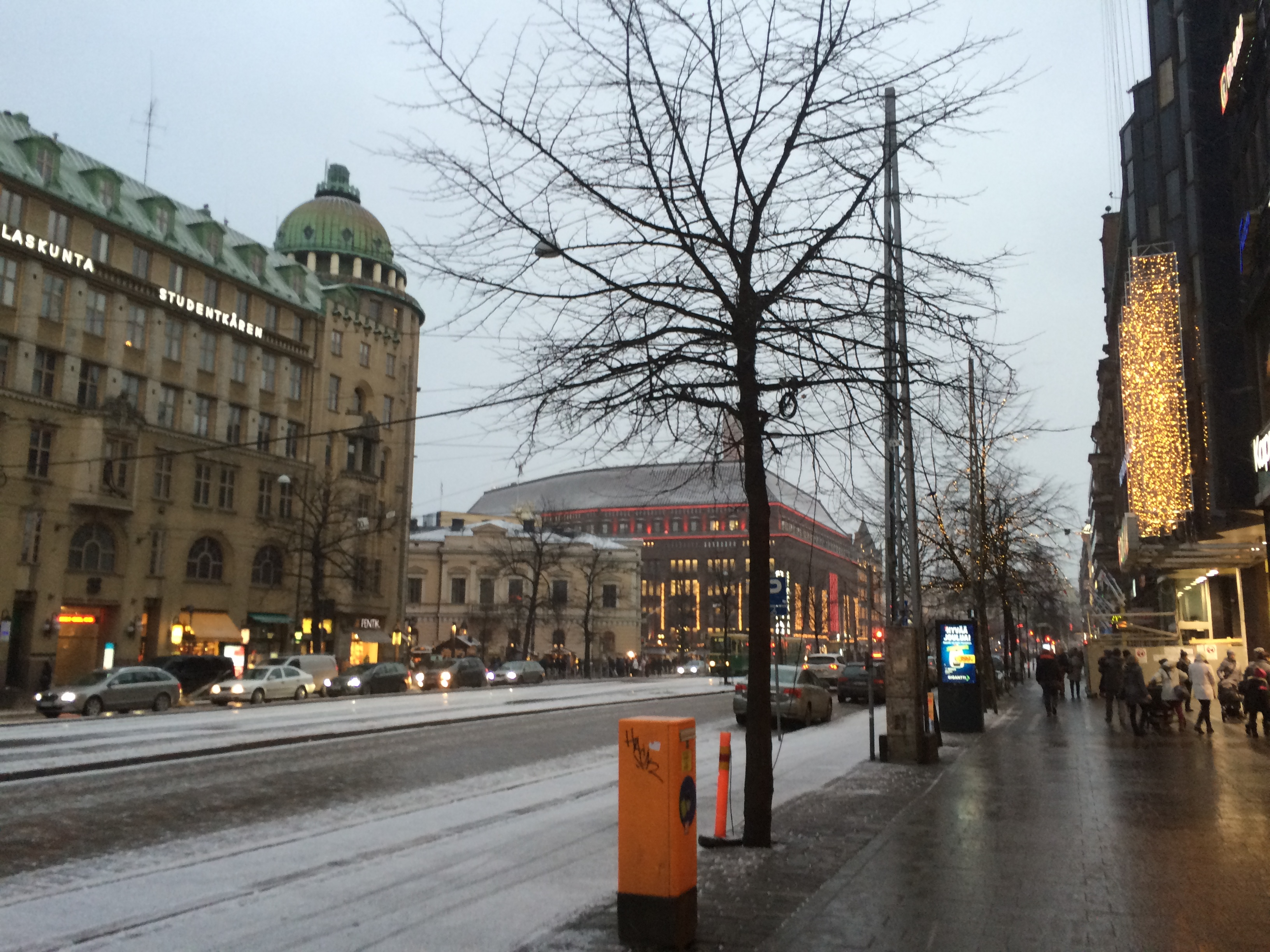
市中心的曼纳海姆路

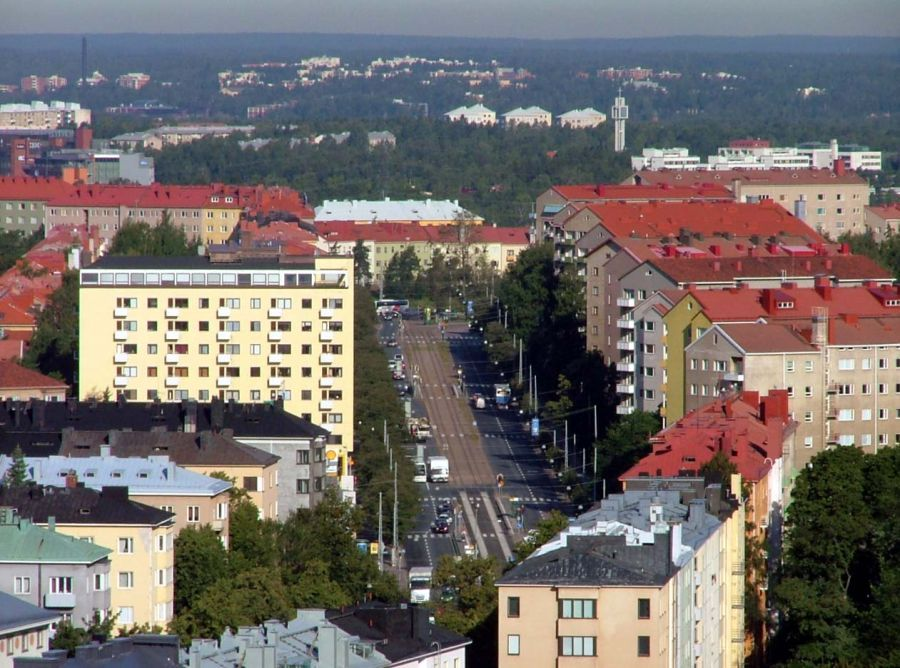
曼纳海姆路及左边美湾区和右边拉克索区的住宅楼，离曼纳海姆路最南端约4公里

曼纳海姆路（芬蘭語：Mannerheimintie），是芬兰首都赫尔辛基的主街道，以芬兰元帅及总统卡尔·古斯塔夫·埃米尔·曼纳海姆的名字而命名。其原本名字为海基街（Heikinkatu），但在冬季战争后改为现名。
此街起于赫尔辛基市中心瑞典语剧院旁的埃罗塔亚（意为“分界线”），向北经过斯托克曼旗舰店，再穿过康皮区、蝶略区、美湾区、拉克索区、褐泽区，止于前往海门林纳和坦佩雷的坦佩雷高速公路（E12）。
曼纳海姆路两边及附近有很多著名建筑物，例如：芬兰议会大厦、芬蘭郵政总部大楼、芬兰大厦、芬蘭國家博物館、芬兰国家歌剧院、马尔斯基旅店及蒂尔卡医院。
街道两旁也有众多的标志性雕塑，诸如：三铁匠雕塑和基亞斯瑪當代藝術博物館旁边的曼纳海姆元帅骑马雕像。